# Doris Ríos
Doris Ríos, est une militante des droits de l'homme qui œuvre notamment en faveur des populations indigènes du Costa Rica. Elle est membre du peuple Cabécar (en), qui serait le plus grand groupe indigène du Costa Rica. On estime qu'ils sont 17 000. Dans son pays les autochtones sont attaqués et Doris Ríos a remarqué que, bien que des plaintes soient déposées auprès des autorités, rien ne semble être fait.
Le 8 mars 2023 elle se voit décerner le prix international de la femme de courage.